# أرت جاكسون
أرت جاكسون هو لاعب هوكي الجليد كندي، ولد في 19 نوفمبر 1914 في تورونتو في كندا، وتوفي في 14 مايو 1971 في سانت كاثرينز في كندا.

## وصلات خارجية
- أرت جاكسون على موقع دوري الهوكي الوطني (الإنجليزية)
- أرت جاكسون على موقع قاعة مشاهير الهوكي (لاعب أن.إتش.أل) (الإنجليزية)
- أرت جاكسون على موقع EliteProspects.com (الإنجليزية)
- أرت جاكسون على موقع HockeyDB.com (الإنجليزية)
- أرت جاكسون على موقع Hockey-Reference.com (الإنجليزية)